# Dana White
Dana White punim imenom Dana Frederic White Jr. rođen je 28. srpnja 1969. u  Mancherster, Connecticut u SAD-u.
Irskog je podrijetla. Dana i njegova sestra Kathy odrastali su u krugu majčine obitelji.
Dana je američki poduzetnik, trenutno je na poziciji Predsjednika UFC-a, kojeg je zajedno sa svojim školskim prijateljem  Lorenzom Ferttitom pretvorio u najveću borilačku organizaciju u svijetu slobodne borbe.

## Rani život
U mladosti se počeo baviti boksom te je s 19. god. odlučio da želi biti dio "borilačkog svijeta".
U međuvremenu je boksao, trenirao ali i vodio karijere ponekih boraca, Tito Ortiza i Chuck Lidela, koji su kasnije postali prvaci UFC-a.
Početkom 90-ih posjeduje teretanu u Bostonu, međutim nakon 5, 6 godina na "vrata mu kuca" Irska mafija tražeći od njega 21000$ kojih on nije tada imao, zbog čega sjeda na avion i leti za Las Vegas.
Kad je Dana saznao da je tadašnji UFC pri bankrotu nazvao je svog školskog prijatelja  Lorenza Fertittu i nagovorio ga da kupe UFC za 2 000 000 $, te su od njega napravili najveću kompaniju u svijetu slobodne borbe.

## Poslovna karijera
Dana postaje poznat Hrvatskoj javnosti nakon potpisivanja proslavljenog borca "Mirka Cro Cop Filipovića" 2006. god. nakon njegovog osvajanja Open Grand Prix-a u Pride[neaktivna poveznica]-u.
Dana White je tokom svog dosadašnjeg predsjedanjem UFC-om s nekim borcima ostvario "prijateljski odnos" kao što su Michael Bisping, i Conor McGregor, dok s nekima baš i ne, kao što je slučaj s teškašem Roy Nelsonom kojeg je kritizirao zbog njegove debljine.
Dana je poznat po svom osebujnom pristupu prema "sedmoj sili" i energiji koju ulaže u promociju MMA, odnosno UFC-a, zbog čega je MMA proglašen najbrže rastućim sportom na svijetu u posljednje vrijeme.
2010. proglašen je čovjekom godine od strane magazina "Fighters Only".
```
                                                                                     
UFC ima financijskih problema? Zato proširujem svoj ured!

                                                                                                                               
-Dana White
```

### Mega borbe
U ljeto 2017, ulazi u svijet boksa kao promotor Conora McGregora. U tom meču Conor je izgubio od [neaktivna poveznica]-a. Dana je kasnije tu borbu nazvao najvećom borbom u povijesti. Whiteovim ulaskom u "boksačke vode" počele su kružiti priče kako je UFC u financijskim problemima, što je Dana oštro opovrgnuo.
Za vrijeme UFC-a 220, na kojem je naočigled svih navijao za izazivača teške kategorije [neaktivna poveznica]a, iako je prvak Stipe Miocic imao priliku postati najveći teškaš UFC-a (što je na kraju i ostvario), Dana je svojim tepanjem francuskom izazivaču kamerunskog podrijetla samo potvrdio da UFC zanimaju samo mega borbe i atraktivni prvaci.
```
                                                                                     
 Dana White je govno, treba mu boks da bi se spasio!

                                                                                                                                 
-Bob Arum
```

## Donacije
Iako Dana White ponekad ostavlja dojam tipa koji mari samo za novac, neka njegova djela ne idu u prilog tome.
Naime Dana je spasio život malenoj djevojčici s Tajlanda kojoj je hitno trebala transplantacija zbog rijetke bolesti jetre. Dana White spasio je djevojčici život isplaćivanjem 50 000 $. Preko borca [neaktivna poveznica] je tijekom godina dobivao informacije o zdravstvenom stanju malene heroine. UFC-ov predsjednik je i posjetio djevojčicu na Tajlandu, gdje su mu njezini roditelji praktički podigli spomenik iz zahvalnosti zbog njegovog dobrog djela.